# Intel Iris Xe Graphics

Das Logo von der Intel Iris Xe Graphics.

Die Intel Iris Xe Graphics ist eine iGPU, die im September 2020 vorgestellt wurde. Sie basiert auf der Xe-Architektur. Sie ist in den CPUs wie z. B. dem Intel Core i9-13900HK, Intel Core i7-11370H und dem Intel Core i5-1135G7 (und einige anderen) enthalten.

## Details
Die TDP ist von 12 W bis 28 W einstellbar. Neuere und anspruchsvolle Spiele können oft nur in 720p und niedriger Einstellung, ältere und anspruchslose Spiele hingegen in Full-HD (1920 × 1080) zwischen niedrigeren bis höheren Einstellungen dargestellt werden.

## Einsatz in Geräten

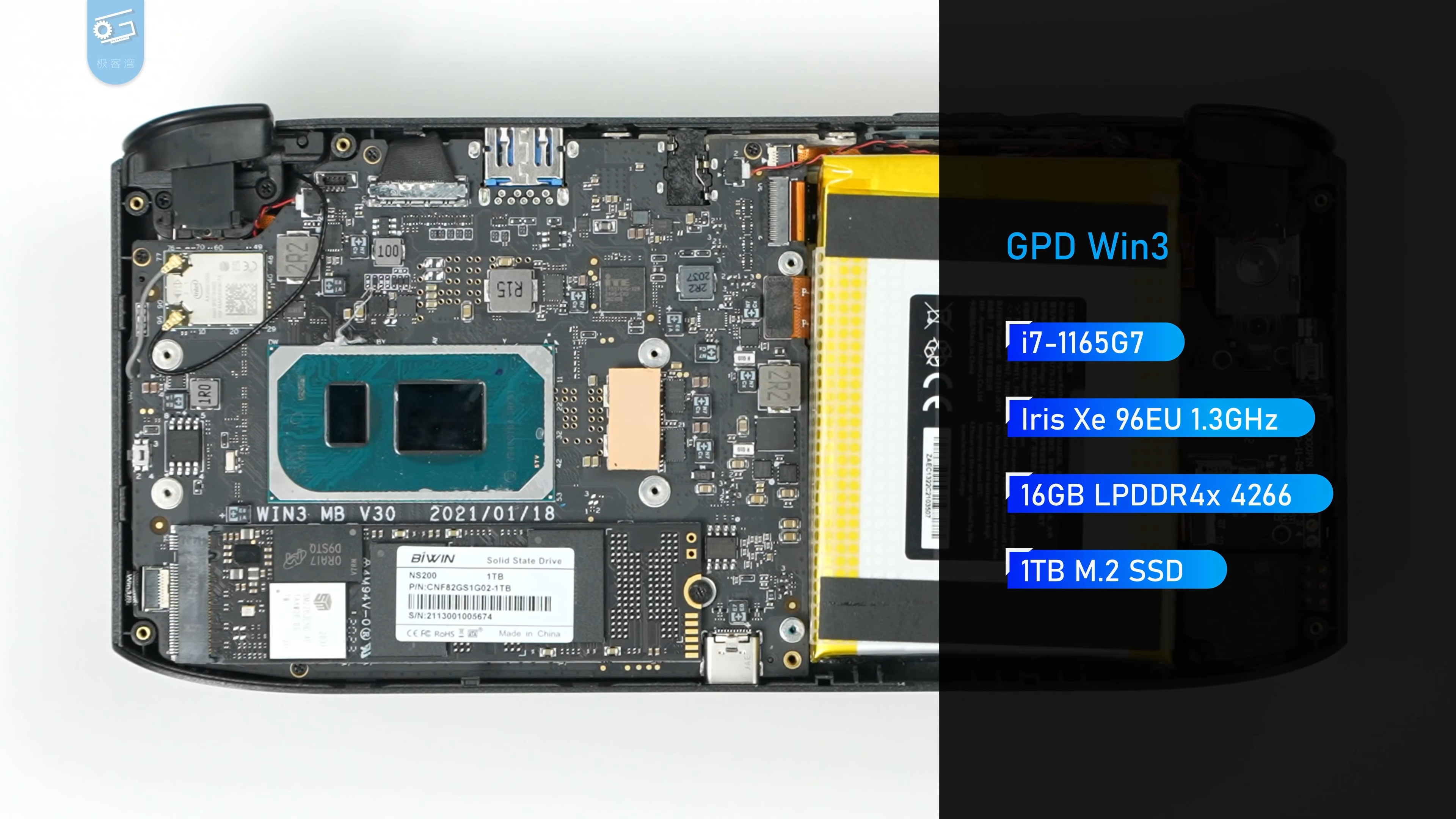
Innenleben des GPD Win 3 mit seinem Intel Core i7-1165G7 und der Intel Iris Xe-iGPU

Die Intel Iris Xe Graphics wird in Laptops, Mini PCs und x86 basierte Handheld-PCs (Wie z. B. vom OneXPlayer 1S, dem ersten OneXPlayer Mini mit Intel Core i7-1185G7, -1165G7 bzw. -1195G7) und  GPD Win 3 (auch ein x86-basierter Handheld PC) verwendet.